# Cap d'any iazidi
El cap d'any iazidi, anomenat Çarşema Sor («dimecres vermell») o Çarşema Serê Nîsanê («dimecres a començament d'abril») en kurd del nord, és la festivitat de cap d'any del iazidisme. Cau a la primavera, el primer dimecres del mes d'abril del calendari julià o el primer dimecres després del 14 d'abril segons el calendari gregorià.

## Tradició
Les celebracions comencen la vigília del dimecres, és a dir, el dimarts al vespre en què es bullen els ous i es pinten de colors, es cou el pa (sawuk) i es visiten les tombes dels avantpassats per a portar-los ofrenes i fruites. Els iazidis també es vesteixen de festa i visiten temples propers, en particular Lalish, on es troba la font sagrada de Zemzem, que discorre per una cova. Els iazidis ofereixen sacrificis a l'entrada de la cova, reben benediccions i pugen als turons que envolten Lalish, on lliguen cintes de colors als arbres dels desitjos. També es recullen flors roges del desert que alguns s'enganxen als cabells o al turbant i posteriorment les fan servir per a decorar les seves cases, es cremen olis essencials i s'encenen fogueres a la nit. La gent intercanvia regals amb amistats properes i veïns.

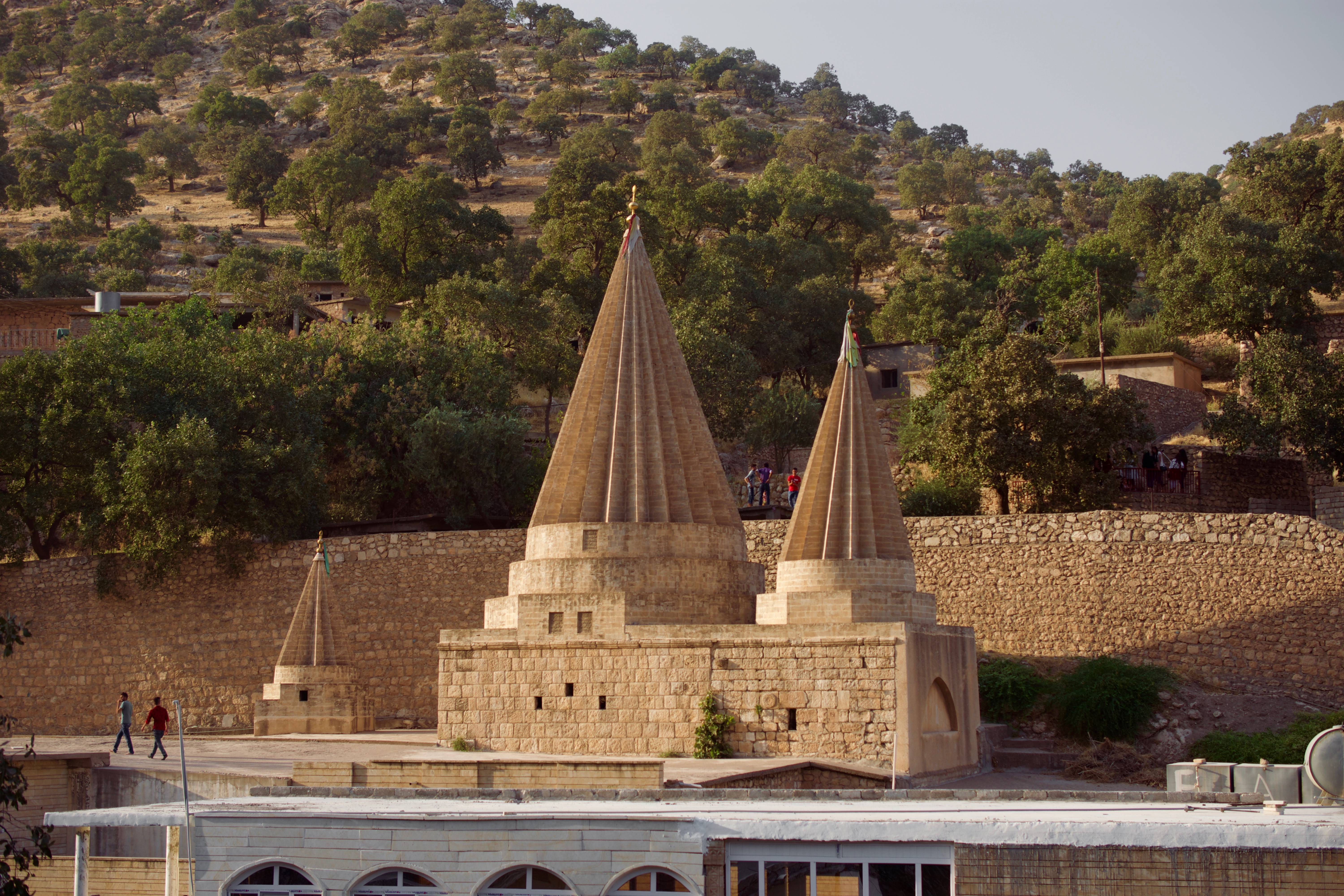
Vista del santuari de Lalish

Es juga al hekkane, que consisteix en picar ous perquè se suposa que el seu trencament representa l'esclat de la Perla Blanca primordial (és a dir, el big-bang) i l'inici de la vida. Es netegen als temples i es sacrifiquen animals. Al vespre, els pelegrins es reuneixen al pati interior de Lalish, on hi són presents el Baba Sheikh («pare espiritual») i altres dignataris religiosos. Esperen fins a la posta de sol que el sacerdot que porta el foc sagrat surti del temple. D'aquest foc, tothom encén les metxes especialment preparades i col·locades en pedres petites i llànties. El Baba Sheikh es gira cap a l'entrada del temple i recita himnes religiosos juntament amb altres sacerdots presents. A mesura que fosqueja, els pelegrins es traslladen al pati exterior davant del temple on els Qawwal, envoltats per l'aureola d'un miler de minúscules flames i acompanyats de la llum de la lluna, reciten himnes religiosos amb l'acompanyament de flautes i panderetes. Més endavant, les multituds envolten els sacerdots per a cridar els noms sagrats, en particular el de Melek Taus.
Abans de l'alba, al costat de les portes i entrades de les cases i els llocs sagrats s'aplica una barreja d'argila, closques trencades dels ous de colors, flors vermelles i curri dissolt en aigua. Això s'acompanya de la recitació de l'himne Qewlê Çarşemê. La resta del dia es dedica a visitar els veïns, donar i rebre regals, festejar i jugar al hekkane.

## Simbolisme

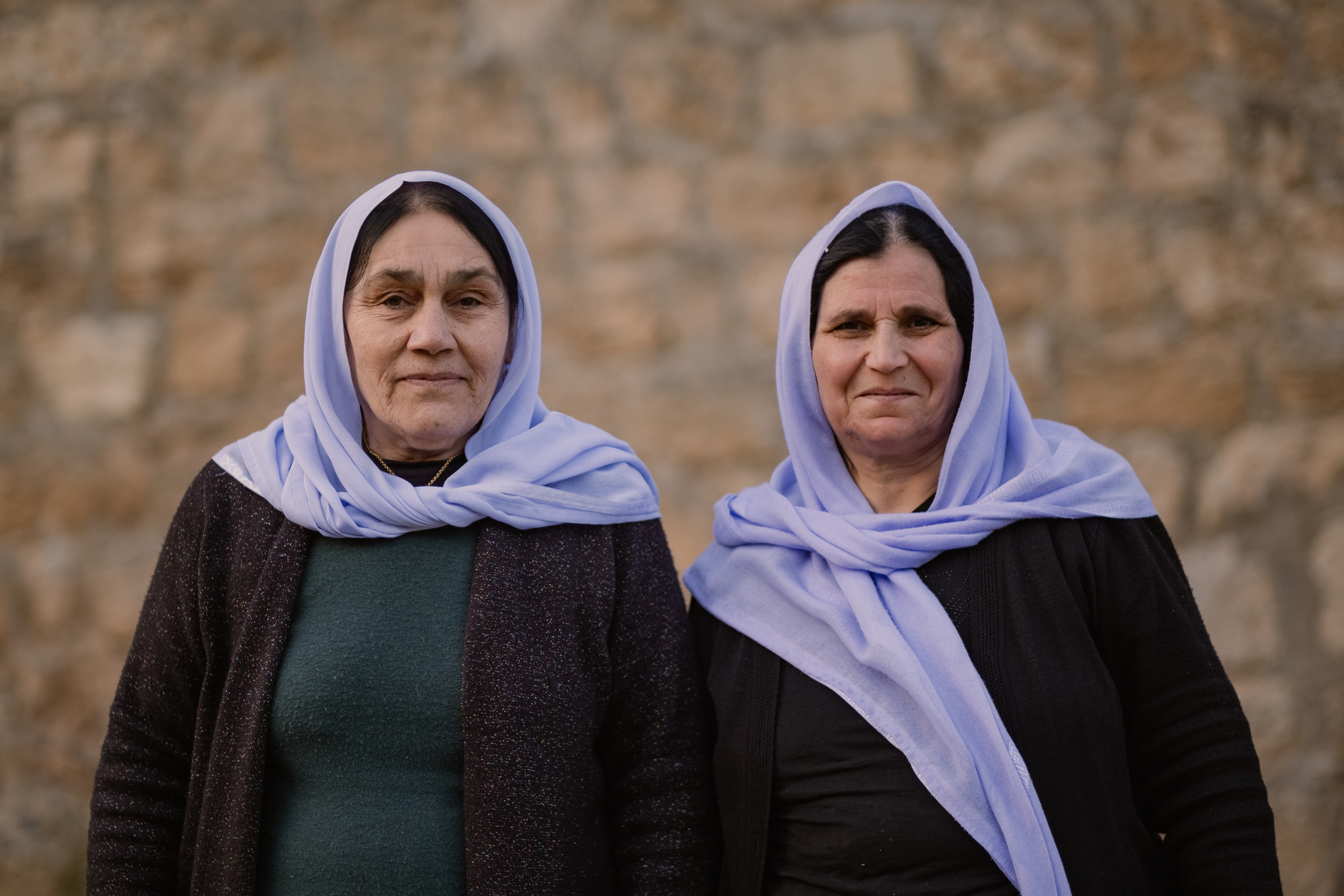
Dues dones iazidis a Lalish el 2020

Es considera que la celebració és una representació de la cosmogonia, per tant els rituals i les activitats que es duen a terme durant la festa corresponen a les etapes de la creació. Per exemple, la neteja representa l'estat d'indefinició, la visita a les tombes representa l'etapa Enzel, és a dir, l'estat d'immaterialitat. L'ou representa la Perla Blanca primordial, per tant, quan l'ou es trenca representa l'esclat, l'inici de la vida i l'aparició dels colors. Els focs encesos representen la dispersió de la llum, la visita a la font de Zemzem representa el broll de les aigües infinites i la barreja d'argila, aigua, closques d'ou i flors representa la fusió dels elements que van donar lloc a la creació del món material.
Finalment, l'ablució (Sancak) representa el descens de Melek Taus a la terra. Els casaments iazidis no poden tenir lloc durant aquest mes, ja que l'abril es considera el mes de la fertilitat (Bûka Sale).